# Пелоси, Александра
Алекса́ндр/а/ Кори́нн Пело́си (англ. Alexandra Corinne Pelosi; род. 5 октября 1970) — американская журналистка и кинорежиссёр-документалист.

## Ранние годы
Пелоси родилась и выросла в Сан-Франциско, штат Калифорния, в семье политика Нэнси Пелоси (урождённой Д’Алесандро) и бизнесмена Пола Пелоси. Она является младшей из пяти детей. Пелоси окончила университет Лойола Мэримаунт и университет Южной Калифорнии.

## Карьера
В 2000 году Пелоси работала продюсером телевизионной сети для президентской кампании «NBC», освещая президентскую кампанию Джорджа Буша. Она принесла с собой портативные видеокамеры документирования 18 месяцев её опыта в ходе избирательной кампании; кадры были использованы для создания «Путешествия с Джорджем», документального фильма, который принёс ей шесть номинаций на «Эмми».
Проведя десять лет в «NBC News», она оставила сеть новостей для работы исключительно на «HBO». Во время праймериз демократов в 2004 году она вернулась к освещению предвыборной кампании, на этот раз наблюдая за кандидатами от Демократической партии. Её документальный фильм на канале «HBO», «Дневник политического туриста», сопровождал её книге «Пробраться в летающий цирк: как СМИ превратили президентскую кампанию в шоу уродов», о процессе отбора кандидатов на пост президента Соединённых Штатов. Она заявила, что её разговоры с Кэнди Кроули из «CNN», Говардом Дином и Уэсли Кларком вдохновили её написать книгу.
В 2006 году она создала документальный фильм о евангельских христианах под названием «Друзья Бога», который показал бывший пастор Тед Хаггард. После эфира на телеканале «НВО» в 2007 году она сделала последующий фильм, "Испытания Теда Хаггард"а, хронику изгнания Теда Хаггарда из церкви «Новая Жизнь» после его скандала с сексом и наркотиками.
Пелоси вернулась к предвыборной кампании в 2008 году, чтобы задокументировать зарождение «Движения чаепития» на мероприятиях республиканской предвыборной кампании для своего фильма «Правая Америка: чувство обиды - некоторые голоса из предвыборной кампании», премьера которого состоялась на телеканале «НВО» в Президентский день 2009 года.
«CNN» сообщила в июле 2010 года, что Пелоси уже не делает политических документальных фильмов. Её «HBO» фильм 2010-го, «Бездомный: дети мотеля Орандж-Каунти».
В 2011 году на «HBO» состоялась премьера следующего фильма Пелоси следующем фильме «Гражданин США: 50 State Road Trip». Пелоси объездила все 50 штатов во время съёмок.

## Личная жизнь
С 2005 года Пелоси замужем за журналистом Михилем Восом. У супругов есть два сына — Пол Майкл Вос (род. 14.11.2006) и Томас Винсент Вос (род. 07.12.2007).